# Arroz de lisa
L'arroz de lisa és el plat típic de Barranquilla, Colòmbia. És un menjar d'extracció popular a base de la lisa, peix de mar que fresa en aigües salobres com les desembocadures dels rius.
A més de les lises, les quals s'assequen i salen prèviament, l'arròs porta verdures (ceba, pebrot dolç, pebre vermell, cebeta i condiments (comí sal, pebre). Se serveix en fulla de bijao amb cebeta criolla finament capolada, acompanyada de bollo, amanida d'alvocat i guarapo de panela.

També és tradicional de consumir-ne en qualsevol moll a qualsevol hora, acompanyat amb xerigot atollabuey, mandioca cuita i formatge costeño, entre altres combinacions, comprat a venedors ambulants o estacionaris que el transporten dins grans olles en carrets de pedal.

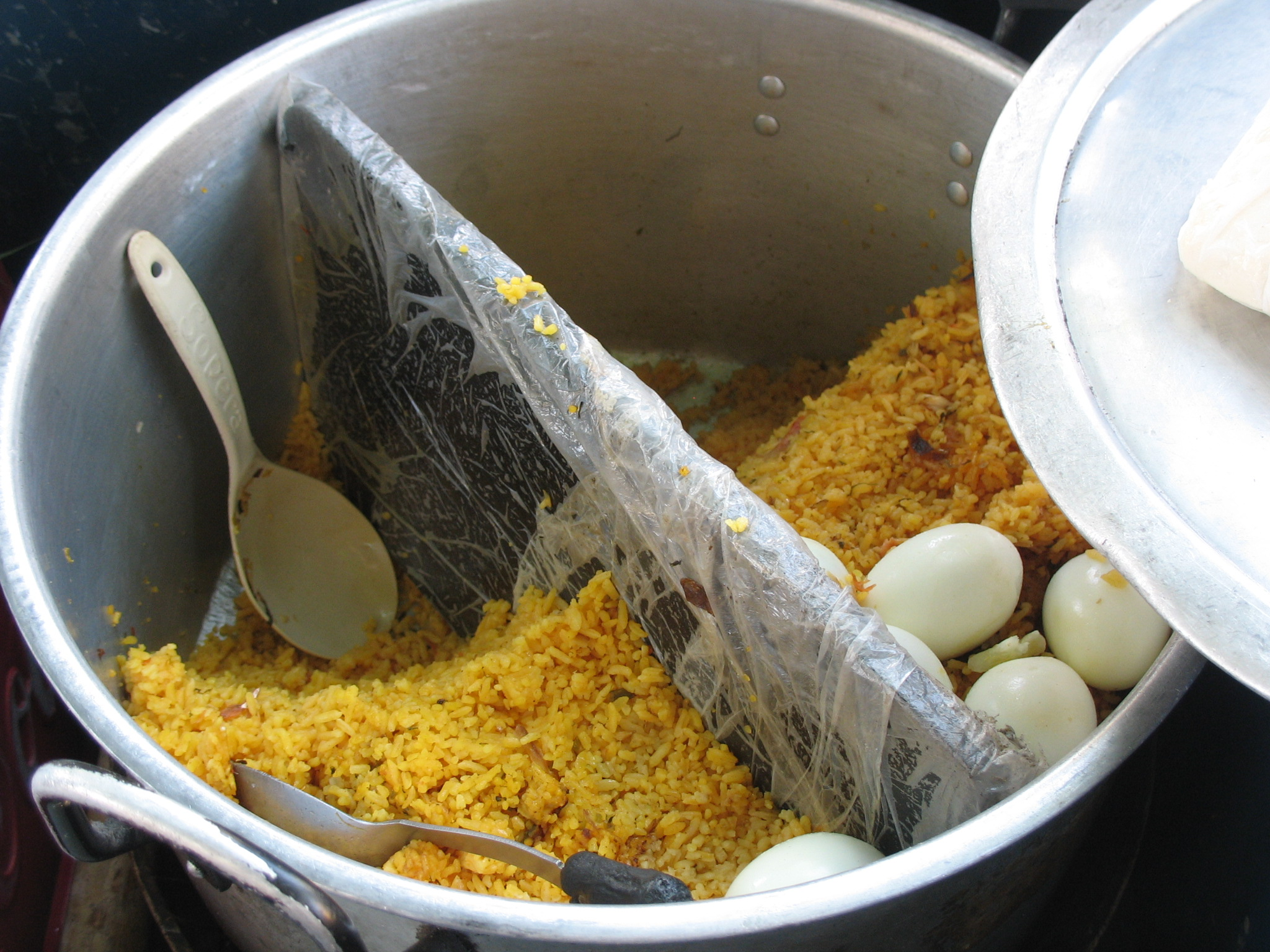
Arròs de llisa.
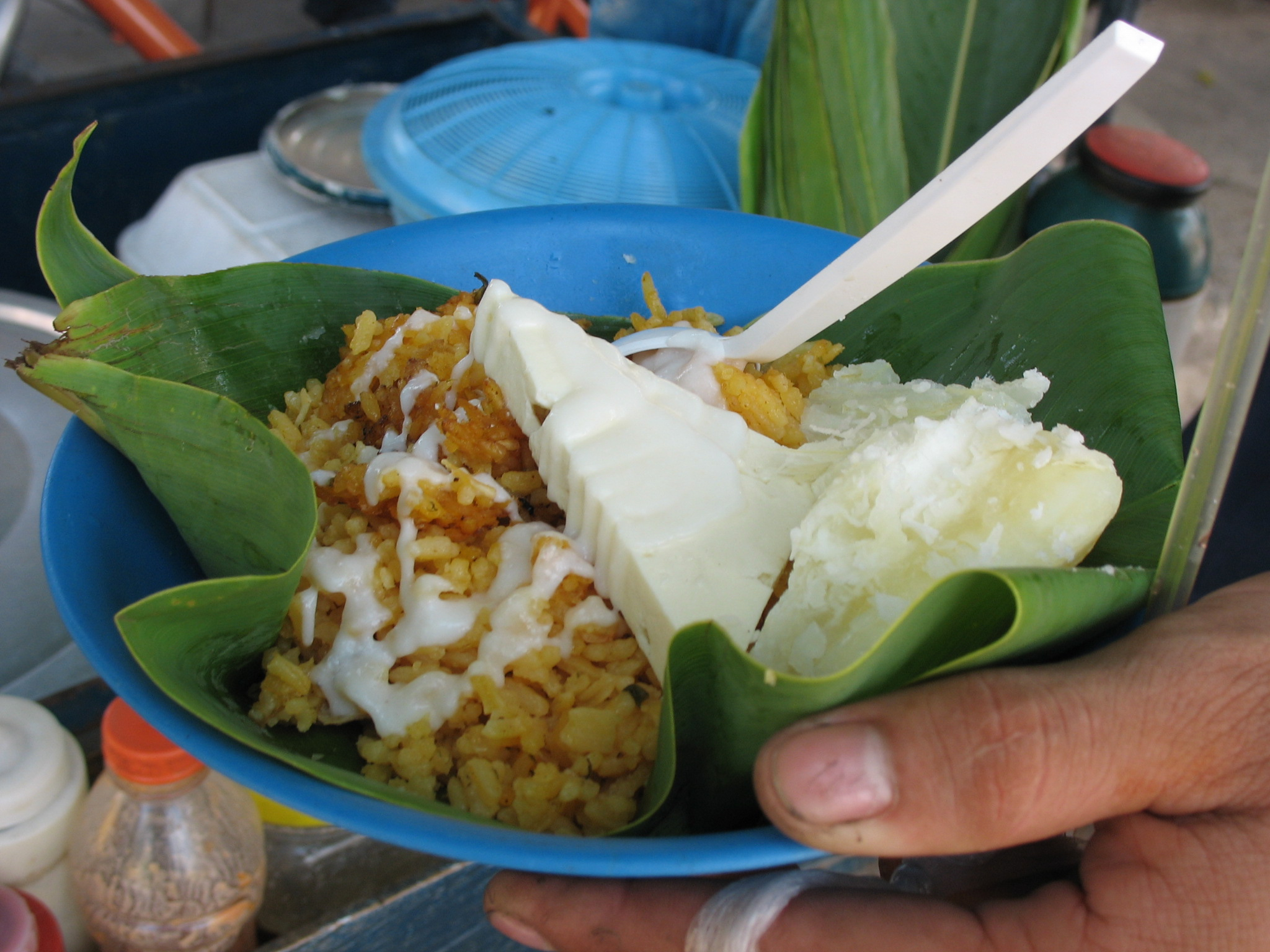
Arròs de llisa en fulla de bijao amb xerigot atollabuey, mandioca cuita i formatge costeño.
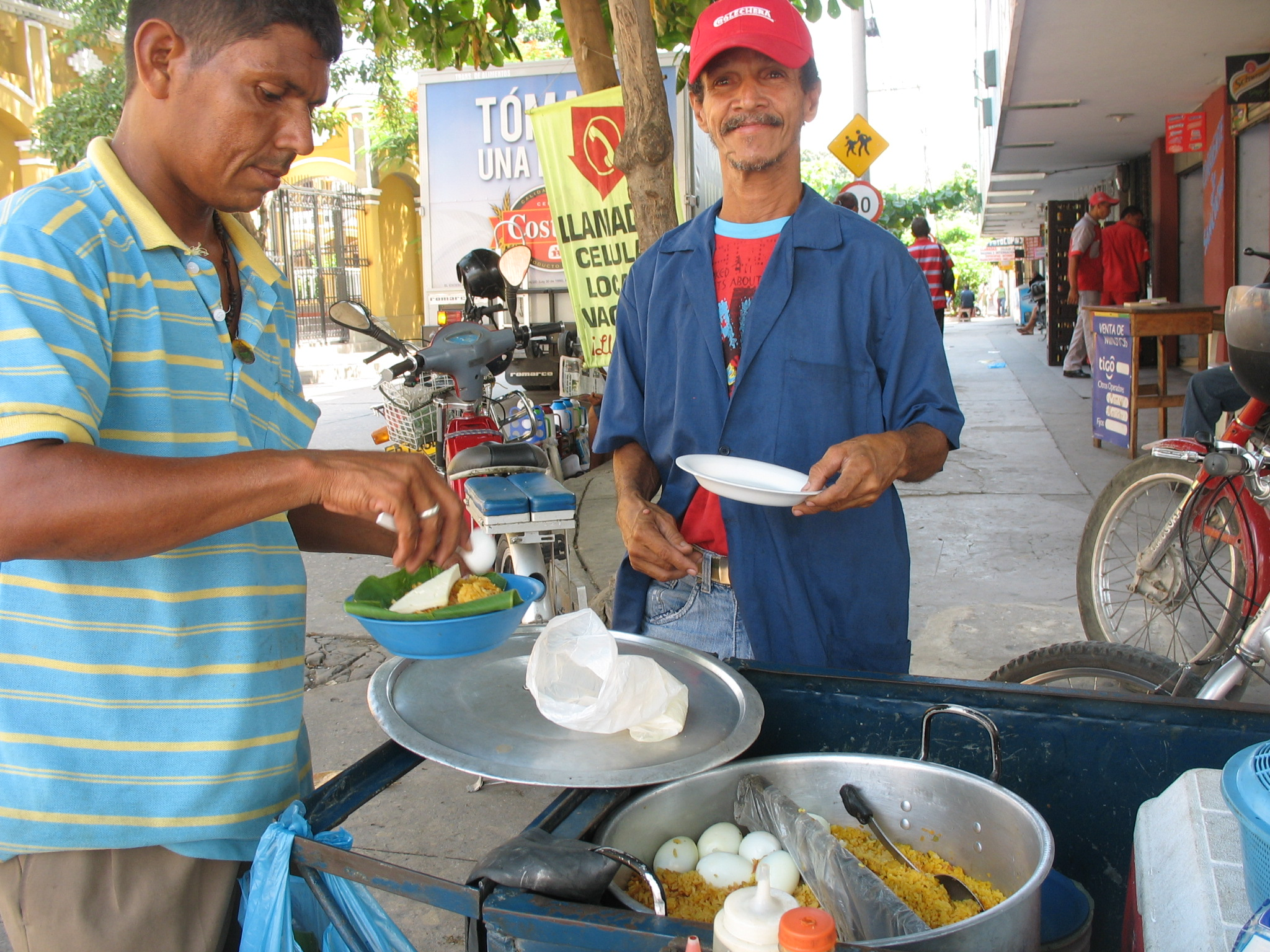
Venedor d'arròs de llisa.